# Drepanoneura letitia
Drepanoneura letitia – gatunek ważki z rodziny łątkowatych (Coenagrionidae). Endemit Panamy. Znany tylko z okazów typowych odłowionych na kilku stanowiskach wzdłuż Pipeline Road w Strefie Kanału Panamskiego, choć opisany został jako pospolity; być może występuje na większym obszarze na nizinach Panamy, które poza Strefą Kanału Panamskiego są w większości słabo zbadane.